# Callopistria exotica
Callopistria exotica är en fjärilsart som beskrevs av Achille Guenée 1852. Callopistria exotica ingår i släktet Callopistria och familjen nattflyn. Inga underarter finns listade i Catalogue of Life.